# Филип Меланхтон
Филип Шварцерд познатији као Филип Меланхтон што је грчки превод презимена Шварцерд-Црна земља (1483 — 1560) је био немачки теолог и верски реформатор.  Сматра се једним од оснивача лутеранства, раме уз раме са Лутером. Обојица су осуђивали претеривања у поштовању светаца, опрост грехова на основу доброчинства и ритуале покајања. Тврдили су да ова дела не доносе спасење. Меланхтон је установио разликовање „закона“ и „јеванђеља“, што је једна од основних идеја у лутеранству. Закон је дат у Старом и Новом завету, док се јеванђеље односи на дар божије милости који се стиче вером у Исуса Христа.
Аутор је Аугзбуршке конфесије из 1530. у којој је изнесена централна лутеранска верска доктрина.